# Maybach 57 i 62
Maybach 57, 57S i 62, 62S su automobili visoke klase njemačke marke Maybach i proizvodi se od 2002. godine.
- Maybach 62 interijer (sprijeda)
- Maybach 62 interijer (ostraga)
- Maybach i konkurent Rolls-Royce
- Pogled odstraga na Maybach 62

| Podaci                                     | Maybach 57                                | Maybach 57S                               | Maybach 62                                | Maybach 62S                               |
| ------------------------------------------ | ----------------------------------------- | ----------------------------------------- | ----------------------------------------- | ----------------------------------------- |
| Dužina                                     | 5728 mm                                   | 5728 mm                                   | 6165 mm                                   | 6165 mm                                   |
| Širina                                     | 1980 mm                                   | 1980 mm                                   | 1980 mm                                   | 1980 mm                                   |
| Visina                                     | 1557 mm                                   | 1557 mm                                   | 1557 mm                                   | 1557 mm                                   |
| težina bez tereta                          | 2735 kg                                   | 2735 kg                                   | 2855 kg                                   | 2855 kg                                   |
| max. dodatni tovar                         | 525 kg                                    | 525 kg                                    | 525 kg                                    | 525 kg                                    |
| Volumen prtljažnika                        | 605 L                                     | 605 L                                     | 605 L                                     | 605 L                                     |
| Motor                                      | 5,5 L Mercedes-Benz V-12-Motor s biturbom | 6,0 L Mercedes-Benz V-12-Motor s biturbom | 5,5 L Mercedes-Benz V-12-Motor s biturbom | 6,0 L Mercedes-Benz V-12-Motor s biturbom |
| Max. broj okretaja Nm pri min-1            | 900 / 2200-3000                           | 1000 / 2000-4000                          | 900 / 2200-3000                           | 1000 / 2000-4000                          |
| Obujam                                     | 5513 cm³                                  | 5980 cm³                                  | 5513 cm³                                  | 5980 cm³                                  |
| Max. snaga kW (ks) pri min-1               | 405 (550) / 5250                          | 450 (612) / 4800-5100                     | 405 (550) / 5250                          | 450 (612) / 4800-5100                     |
| 0-100 km/h                                 | 5,2 s                                     | 5,0 s                                     | 5,4 s                                     | 5,2 s                                     |
| Vmax                                       | 250 km/h                                  | 275 km/h                                  | 250 km/h                                  | 250 km/h                                  |
| Cijena (u njemačkoj uključujući s porezom) | 390.201 €                                 | 443.870 €                                 | 458.388 €                                 | 523.838 €                                 |

## Vanjske poveznice
- Službene stranice  Arhivirana inačica izvorne stranice od 2. ožujka 2009. (Wayback Machine)